# Vas Pál lyuka
A Vas Pál lyuka bazaltban kialakult üreg volt és a Ság hegyen nyílt. Kőbányászat által semmisült meg.

## Leírás
Celldömölk szélén, egyesek szerint a Ság hegy D-i oldalában, mások szerint annak tetején volt. Tarsoly Péter újabb kutatásai szerint az üreg legvalószínűbb földrajzi helyzete a hegy D-i lejtője. Először Bredeczky Sámuel 1804-ben kiadott német nyelvű könyvében lett megemlítve, majd François Sulpice Beudant 1822-ben megjelent munkája foglalkozott vele. Benne kőből készült ágy, asztal, padok voltak. Edvi Illés Pál szerint egy régen itt rejtőzködő remetéről kapta nevét. A szájhagyomány szerint a tatárjárás alatt a menekülőknek, később a kurucoknak szolgált rejtekhelyül. 1914-ben fejtette le a Mittelmann–Lázár-féle kőfejtő.
1938-ban volt először Vas Pál lyuka néven említve az üreg irodalmában. Előfordul irodalmában Sághegyi-sziklaüreg (Kadić 1953), Sághegyi sziklaüreg (Bertalan 1976), Sághiüreg (Vas vármegye kataszteri felmérése 1857), Vas Pál kapuja (Bredetzky 1804), Vas Pál-kapuja (Bertalan 1976), Vas Pálka Puja (Beudant 1822), Vas-Pálka-puja (Bertalan 1976), Vas Pál luka (Kis 1806), Vas Pál lyuka (Bertalan 1976), Vas Pál-lyuka (Bertalan, Schőnviszky 1976), Vas Pál lyukja (Edvi Illés 1854) és Vas Pelka Puja (Beudant 1822) neveken is.

## Kutatástörténet
A Vasárnapi Ujság 1854. évi évfolyamában kiadott és Edvi Illés Pál által írt publikációban az van írva, hogy a Ság hegy D-i oldalában lévő csupasz gránitsziklák üregében van egy barlang, amelynek egy itt hajdan rejtőzött remete neve miatt Vas Pál lyukja a neve. A hegytetőről ebbe a nyaktörő mélységbe a vakmerő leereszkedést és a látogatók barlangba írt neveinek újakkal történő kiegészítését a hegyre felmenő fiatalok nem mulasztják el. Pesty Frigyes 1888-ban megjelent könyvében meg van említve, hogy a Vas Pál lyukja a Kis-Czel mellett lévő Ság hegyen található egyik barlang neve.
A Turisták Lapja 1938. évi évfolyamában napvilágot látott tanulmány szerint a Vas Pál lyuka másik neve Vas Pál kapuja és a Celldömölk melletti Ság hegy D-i oldalának csupasz bazaltsziklái között van a bejárata. Kráterszerű üreg, amelyet az egykor ott lakott Vas Pál nevű remetéről neveztek el. Feltáratlan. Az 1958. évi Karszt- és Barlangkutatási Tájékoztatóban az jelent meg, hogy a Vas Pál lyuka, másik nevén Vas Pál kapuja a Celldömölk melletti Ság hegy D-i oldalának csupasz bazaltsziklái között volt. A kőbányászat áldozata lett.
Az 1976-ban befejezett Magyarország barlangleltára című kéziratban az olvasható, hogy a Bakony ÉNy-i részén, a celldömölki Alsóságon lévő Vas Pál lyuka további nevei Sághegyi sziklaüreg, Vas-Pálka-puja és Vas Pál-kapuja. A Ság hegy tetején, a D-i oldal kősziklái között volt. A bazaltbarlang áldozatul esett a bazaltbányászatnak. A kézirat barlangra vonatkozó része 2 irodalmi mű alapján lett írva. Az 1976-ban kiadott, Bertalan Károly és Schőnviszky László által összeállított Magyar barlangtani bibliográfia barlangnévmutatójában meg van említve a Bakonyban lévő üreg Vas Pál-lyuka néven. A barlangnévmutatóban meg van említve 1 irodalmi mű, amely foglalkozik az üreggel.
Az 1984-ben megjelent Magyarország barlangjai című könyv országos barlanglistájában szerepel az Északi-Bakony barlangjai között az üreg Vas Pál-lyuka néven Sághegyi-sziklaüreg névváltozattal. A listához kapcsolódóan látható az Északi-Bakony barlangjainak földrajzi elhelyezkedését bemutató 1:500 000-es méretarányú térképen az üreg földrajzi elhelyezkedése. Az 1984-ben napvilágot látott Lista a Bakony barlangjairól című összeállítás szerint a Pápai-Bakonyban, a 4412-es barlangkataszteri tájegységben, Celldömölkön helyezkedik el a Vas Pál lyuka, amelynek másik neve Vas Pál kapuja. Vulkanikus üreg.
Eszterhás István Magyarország nemkarsztos barlangjainak listája című, 1989-ben készült kéziratában az olvasható, hogy a Bakony hegységben, a 4412-es barlangkataszteri területen, Celldömölkön létezett Vas Pál lyuka másik neve Vas Pál kapuja. Az ismeretlen méretű barlang bazaltban alakult ki és le van bányászva. A listában meg van említve az a Magyarországon, nem karsztkőzetben kialakult, létrehozott 220 objektum (203 barlang és 17 mesterséges üreg), amelyek 1989. év végéig váltak ismertté. Magyarországon 40 barlang keletkezett bazaltban. Az összeállítás szerint Kordos László 1984-ben kiadott barlanglistájában fel van sorolva 119 olyan barlang is, amelyek nem karsztkőzetben jöttek létre.
Az Eszterhás István által írt Magyarország nemkarsztos barlangjainak lajstroma című, 1993-ban készült kézirat szerint a Bakony hegységben, a 4412-es barlangkataszteri területen, Celldömölkön létezett Vas Pál lyuka bazaltban keletkezett. A barlang le lett bányászva. Az összeállításban fel van sorolva az a Magyarországon, nem karsztkőzetben kialakult, létrehozott 520 objektum (478 barlang és 42 mesterséges üreg), amelyek 1993 végéig ismertté váltak. Magyarországon 49 barlang, illetve mesterségesen létrehozott, barlangnak nevezett üreg alakult ki, lett kialakítva bazaltban. A Bakony hegységben 123 barlang jött létre nem karsztkőzetben.

## További irodalom
- Concha Károly: A Ságh-hegyi sziklaüreg. Pécsi Lapok, 1860. december 6. (45. sz.) 179–180. old.